# 基尚·湯普森
基尚·湯普森（英語：Kishane Thompson，2001年7月17日—）是一名牙買加男子田徑運動員，專攻短跑項目。他贏得2024年夏季奧林匹克運動會田徑男子100公尺項目的銀牌。

## 運動生涯
身為MVP田徑俱樂部的成員，湯普森於2023年6月參加牙買加國家選拔賽，並在預賽中跑出9.91秒的100公尺成績。然而，他在半決賽前退出了比賽。這是預先計劃好的，他的教練史蒂芬·法蘭西斯（Stephen Francis）解釋說，由於前幾年多次受傷，他那年的時間表是避免多輪跑。
2023年7月21日，湯普森首次參加鑽石聯賽，在摩納哥的100公尺比賽中跑出10.04秒，獲得第五名。2023年9月，在中國廈門舉行的鑽石聯賽中，他將100公尺個人最好成績降低到9.85秒，獲得第二名。
2024年6月27日，在牙買加京斯敦舉行的牙買加奧運選拔賽中，他在首輪比賽中跑出9.82秒的100公尺成績。在隨後的決賽中，他跑出9.77秒的新個人最佳成績，贏得牙買加國家冠軍。
2024年8月4日，他在100公尺決賽中以9.79秒的成績奪得銀牌，以0.005秒之差與金牌失之交臂，不敵從後追上的美國選手諾亞·萊爾斯。
2025年6月27日，他在牙買加錦標賽100公尺決賽中以9.75秒的成績奪得金牌，成功刷新個人最佳成績、世界年度最佳成績、平賽會記錄（賽會記錄為2012年約翰·布雷克跑出的9.75秒）。這是自2015年賈斯汀·加特林跑出9.75秒的成績以來，再有運動員跑進9.75秒，也是十年來世界最快的100米成績。